# 第33回グラミー賞
第33回グラミー賞（だい33かいグラミーしょう、The 33rd Annual Grammy Awards）は、1991年2月20日にニューヨーク州ニューヨーク市のラジオシティ・ミュージックホールにて授賞式が行われた。司会はギャリー・シャンドリングが担当した。

## 受賞・候補作

### 主要部門
最優秀レコード賞 (Record of the Year)
- "Another Day in Paradise" - フィル・コリンズ
- "Vision Of Love" - マライア・キャリー
- "U Can't Touch This" - M.C.ハマー
- "From A Distance" - ベット・ミドラー
- "ナッシング・コンペアーズ・トゥー・ユー（Nothing Compares 2 U）" - シネイド・オコナー

最優秀アルバム賞 (Album of the Year)
- 『バック・オン・ザ・ブロック（Back on the Block）』 - クインシー・ジョーンズ
- 『マライア（Mariah Carey）』 - マライア・キャリー
- 『バット・シリアスリー（...But Seriously）』 - フィル・コリンズ
- 『プリーズ・ハマー・ドント・ハーテム（Please Hammer Don't Hurt 'Em）』 - M.C.ハマー
- 『Wilson Phillips』 - ウィルソン・フィリップス

最優秀楽曲賞 (Song of the Year)
- "From a Distance" - ベット・ミドラー
- "Another Day in Paradise" - フィル・コリンズ
- "Hold On" - ウィルソン・フィリップス
- "Nothing Compares 2 U" - シネイド・オコナー
- "Vision of Love" - マライア・キャリー

最優秀新人賞 (Best New Artist)
- マライア・キャリー
- ブラック・クロウズ
- ケンタッキー・ヘッドハンターズ（英語版）
- リサ・スタンスフィールド
- ウィルソン・フィリップス

### ポップ
最優秀ポップ・ボーカル・パフォーマンス（女性） (Best Pop Vocal Performance - Female)
- "ヴィジョン・オブ・ラヴ（Vision of Love）" - マライア・キャリー
- "From A Distance" - ベット・ミドラー
- "Nothing Compares 2 U" - シネイド・オコナー
- "All Around The World" - リサ・スタンスフィールド
- "I'm Your Baby Tonight" - ホイットニー・ヒューストン

最優秀ポップ・ボーカル・パフォーマンス（男性） (Best Pop Vocal Performance - Male)
- "オー・プリティ・ウーマン（Oh, Pretty Woman）" - ロイ・オービソン
- "我が心のジョージア（Georgia On My Mind）" - マイケル・ボルトン
- "Another Day In Paradise" - フィル・コリンズ
- "I Don't Have The Heart" - ジェームス・イングラム
- "Storm Front" - ビリー・ジョエル
- "Downtown Train" - ロッド・スチュワート

最優秀ポップ・ボーカル・パフォーマンス（デュオもしくはグループ） (Best Pop Vocal Performance by a Duo or Group)
- "All My Life" - リンダ・ロンシュタット featuring アーロン・ネヴィル
- "Roam" - The B-52's
- "All I Wanna Do Is Make Love To You" - ハート
- "Across The River" - ブルース・ホーンズビー
- "アンチェインド・メロディ（Unchained Melody）" - ライチャス・ブラザーズ

最優秀ポップ・インストゥルメンタル・パフォーマンス (Best Pop Instrumental Performance)
- "Twin Peaks Theme" - アンジェロ・バダラメンティ
- "Saturday Night And Sunday Morning" - フィル・コリンズ
- "Going Home" - ケニー・G
- "Setembro (Brazilian Wedding Song)" - クインシー・ジョーンズ
- "What's Goin' On" - スタンリー・ジョーダン

### ロック
最優秀ロック・ボーカル・パフォーマンス（女性） (Best Rock Vocal Performance - Female)
- "Black Velvet" - アランナ・マイルズ（英語版）
- "The Angels" - メリッサ・エザーリッジ（英語版）
- "Black Cat" - ジャネット・ジャクソン
- "Whole Lotta Trouble" - スティーヴィー・ニックス
- "Steamy Windows" - ティナ・ターナー

最優秀ロック・ボーカル・パフォーマンス（男性） (Best Rock Vocal Performance - Male)
- "バッド・ラヴ（Bad Love）" - エリック・クラプトン
- "Blaze Of Glory" - ジョン・ボン・ジョヴィ
- "You Can Leave Your Hat On" - ジョー・コッカー
- "Cradle Of Love" - ビリー・アイドル
- "Rockin' in the Free World" - ニール・ヤング

最優秀ロック・ボーカル・パフォーマンス（デュオもしくはグループ） (Best Rock Vocal Performance by a Duo or Group)
- "Janie's Got a Gun" - エアロスミス
- スーサイド・ブロンド ("Suicide Blonde") - INXS
- "Blue Sky Mining" - ミッドナイト・オイル
- "Higher Ground" - レッド・ホット・チリ・ペッパーズ
- "Almost Hear You Sigh" - ローリング・ストーンズ

最優秀ロック・インストゥルメンタル・パフォーマンス (Best Rock Instrumental Performance)
- "D/FW" - ヴォーン・ブラザーズ（英語版）
- "True Gravity" - オールマン・ブラザーズ・バンド
- "Ah Via Musicom" - エリック・ジョンソン
- "Flying In A Blue Dream" - ジョー・サトリアーニ
- 『パッション・アンド・ウォーフェア（Passion And Warfare）』 - スティーヴ・ヴァイ

最優秀ハードロック・パフォーマンス (Best Hard Rock Performance)
- 『タイムズ・アップ（Time's Up）』 - リヴィング・カラー
- "The Razors Edge" - AC/DC
- "Epic" - フェイス・ノー・モア
- "リテュアル・デ・ロ・ハビテュアル（Ritual de lo Habitual）" - ジェーンズ・アディクション
- "Kickstart My Heart" - モトリー・クルー

最優秀メタル・パフォーマンス (Best Metal Performance)
- "Stone Cold Crazy" - メタリカ
- "Persistence Of Time" - アンスラックス
- 『ペインキラー（Painkiller）』 - ジューダス・プリースト
- 『ラスト・イン・ピース（Rust In Peace）』 - メガデス
- "Lights...Camera...Revolution!" - スイサイダル・テンデンシーズ

### オルタナティヴ
最優秀オルタナティヴ・ミュージック・パフォーマンス (Best Alternative Music Performance)（新設）
- 『蒼い囁き（I Do Not Want What I Haven't Got）』 - シネイド・オコナー
- 『ストレンジ・エンジェル（Strange Angels）』 - ローリー・アンダーソン
- 『センシュアル・ワールド（The Sensual World）』 - ケイト・ブッシュ
- 『オール・シュック・ダウン（All Shook Down）』 - リプレイスメンツ
- 『グッバイ・ジャンボ（Goodbye Jumbo）』 - ワールド・パーティ（英語版）

### R&B
最優秀R&Bボーカル・パフォーマンス（女性） (Best R&B Vocal Performance - Female)
- 『コンポジションズ（Compositions）』 - アニタ・ベイカー
- "Make It Like It Was" - レジーナ・ベル
- "Alright" - ジャネット・ジャクソン（『Janet Jackson's Rhythm Nation 1814』所収）
- "I Can't Complain" - パティ・ラベル
- "Giving You The Benefit" - ペブルス

最優秀R&Bボーカル・パフォーマンス（男性） (Best R&B Vocal Performance - Male)
- "Here And Now" - ルーサー・ヴァンドロス（『The Best of Luther Vandross... The Best of Love』所収）
- "Misunderstanding" - AL B.シュア!
- "Whip Appeal" - ベイビーフェイス
- "Round And Round" - テヴィン・キャンベル
- "Johnny Gill" - ジョニー・ギル

最優秀R&Bボーカル・パフォーマンス（デュオもしくはグループ） (Best R&B Vocal Performance by a Duo or Group)
- "I'll Be Good to You" - クインシー・ジョーンズ featuring レイ・チャールズ＆チャカ・カーン（『バック・オン・ザ・ブロック（Back on the Block）』所収）
- "Can't Stop" - After 7
- "The Secret Garden" - クインシー・ジョーンズ ft. Al B. Sure!、James Ingram、El DeBarge、バリー・ホワイト
- "Born To Sing" - アン・ヴォーグ
- "Papa Was A Rolling Stone" - ウォズ (ノット・ウォズ)

最優秀R&Bソング (Best R&B Song)
- "U Can't Touch This" - M.C.ハマー（『プリーズ・ハマー・ドント・ハーテム（Please Hammer, Don't Hurt 'Em）』所収）
- "Alright" - ジャネット・ジャクソン
- "Here And Now" - ルーサー・ヴァンドロス
- "I'll Be Good to You" - クインシー・ジョーンズ ft.レイ・チャールズ＆チャカ・カーン
- "My, My, My" - ジョニー・ギル

### ラップ
最優秀ラップ・ソロ・パフォーマンス (Best Rap Solo Performance)（新設）
- "U Can't Touch This" - M.C.ハマー（『プリーズ・ハマー・ドント・ハーテム（Please Hammer, Don't Hurt 'Em）』所収）
- 『All Hail the Queen』 - クィーン・ラティファ
- "I Get The Job Done" - ビッグ・ダディ・ケイン（『It's a Big Daddy Thing』所収）
- "Ice Ice Baby" - ヴァニラ・アイス（『To the Extreme』所収）
- "Monie In The Middle" - モニー・ラヴ（英語版）（『Down to Earth』所収）

最優秀ラップ・パフォーマンス（デュオもしくはグループ） (Best Rap Performance by a Duo or Group)（新設）
- "Back on the Block" - クインシー・ジョーンズ、ビッグ・ダディ・ケイン、アイス-T、クール・モー・ディー、メリー・メル、クインシー・ジョーンズ III（『バック・オン・ザ・ブロック（Back on the Block）』所収）
- "The Humpty Dance" - デジタル・アンダーグラウンド
- "And in This Corner..." - DJ・ジャジー・ジェフ&ザ・フレッシュ・プリンス
- "Fear of a Black Planet" - パブリック・エナミー（『フィアー・オブ・ア・ブラック・プラネット（Fear of a Black Planet）』所収）
- "We're All in the Same Gang" - The West Coast Rap All-Stars

### カントリー
最優秀カントリー・ボーカル・パフォーマンス（女性） (Best Country Vocal Performance - Female)
- "Where've You Been" - キャシー・マッテア（英語版）
- "Quittin' Time" - Mary Chapin Carpenter|
- "I Fell In Love" - Carlene Carter
- "You Lie" - リーバ・マッキンタイア
- "Come Next Monday" - K.T. Oslin

最優秀カントリー・ボーカル・パフォーマンス（男性） (Best Country Vocal Performance - Male)
- "When I Call Your Name" - ヴィンス・ギル
- "Friends In Low Places" - ガース・ブルックス
- "I'd Be Better Off (In a Pine Box)" - ダグ・ストーン
- "Hard Rock Bottom Of Your Heart" - ランディ・トラヴィス
- "Turn It On, Turn Me Loose" - ドワイト・ヨアカム

最優秀カントリー・ボーカル・パフォーマンス（デュオもしくはグループ） (Best Country Vocal Performance by a Duo or Group)
- 『Pickin' on Nashville』 - Kentucky Headhunters
- "Jukebox In My Mind" - アラバマ
- "Love Can Build A Bridge" - The Judds
- "Fast Movin' Train" - レストレス・ハート
- "Ghost In This House" - シェナンドー（英語版）

最優秀カントリー・ボーカル・コラボレーション（ボーカルあり） (Best Country Collaboration with Vocals)
- "Poor Boy Blues" - チェット・アトキンス＆マーク・ノップラー
- "Highwayman 2" - ウェイロン・ジェニングス、ウィリー・ネルソン、クリス・クリストファーソン、ジョニー・キャッシュ
- "Waiting On The Light To Change" - Randy Travis ＆B.B.キング
- "A Few Ole Country Boys" - Randy Travis ＆ジョージ・ジョーンズ
- "Til A Tear Becomes A Rose" - Keith Whitley & Lorrie Morgan

最優秀カントリー・インストゥルメンタル・パフォーマンス (Best Country Instrumental Performance)
- "So Soft, Your Goodbye" - チェット・アトキンス＆マーク・ノップラー
- "Pedernales Stroll" - アスリープ・アット・ザ・ホイール
- "Dawg '90" - デビッド・グリスマン
- "Whoa" - Foster & Lloyd
- "Wild Rose" - Wild Rose

最優秀カントリー・ソング (Best Country Song)
- "Where've You Been" - キャシー・マッテア（英語版）
- "Come Next Monday" - K.T. Oslin
- "The Dance" - ガース・ブルックス
- "Friends In Low Places" - ガース・ブルックス
- "When I Call Your Name" - ヴィンス・ギル

### ニューエイジ
最優秀ニューエイジ・パフォーマンス (Best New Age Performance)
- 『Mark Isham』 - マーク・アイシャム

### ジャズ
最優秀・ボーカル・パフォーマンス（女性）(Best Jazz Vocal Performance, Female)
- 『オール・ザット・ジャズ（All That Jazz）』 - エラ・フィッツジェラルド

最優秀ジャズ・ボーカル・パフォーマンス（男性）(Best Jazz Vocal Performance, Male)
- 『ウイ・アー・イン・ラヴ（We Are in Love）』 - ハリー・コニック・ジュニア

最優秀ジャズ・インストゥルメンタル・パフォーマンス（ソロ）(Best Jazz Instrumental Performance, Soloist)
- 『The Legendary Oscar Peterson Trio Live at the Blue Note』 - オスカー・ピーターソン

最優秀ジャズ・インストゥルメンタル・パフォーマンス（グループ）(Best Jazz Instrumental Performance, Group)
- 『The Legendary Oscar Peterson Trio Live at the Blue Note』 - ジ・オスカー・ピーターソン・トリオ

最優秀ジャズ・インストゥルメンタル・パフォーマンス（ビッグバンド）(Best Jazz Instrumental Performance, Big Band)
- "Basie's Bag" - フランク・フォスター（英語版）

最優秀ジャズ・フュージョン・パフォーマンス (Best Jazz Fusion Performance)
- "Birdland" - クインシー・ジョーンズ （『バック・オン・ザ・ブロック（Back on the Block）』所収）

### ゴスペル
最優秀ポップ・ゴスペル・アルバム (Best Pop Gospel Album)
- 『Another Time... Another Place』 - Sandi Patty

最優秀ロック／コンテンポラリー・ゴスペル・アルバム (Best Rock/Contemporary Gospel Album)
- 『Beyond Belief』 - P

最優秀トラディショナル・ソウル・ゴスペル・アルバム (Best Traditional Soul Gospel Album)
- 『Tramaine Hawkins Live』 - Tramaine Hawkins

最優秀コンテンポラリー・ソウル・ゴスペル・アルバム (Best Contemporary Soul Gospel Album)
- 『So Much 2 Say』 - テイク6

最優秀サザン・ゴスペル・アルバム (Best Southern Gospel Album)（新設）
- 『The Great Exchange』 - Bruce Carroll

最優秀ゴスペル・アルバム（クワイアもしくはコーラス）(Best Gospel Album by a Choir or Chorus)（新設）
- The Southern California Community Choir『Having Church』 - James Cleveland

### ブルース
最優秀トラディショナル・ブルース録音 (Best Traditional Blues Recording)
- 『ライヴ・アット・サン・クエンティン（Live at San Quentin）』 - B.B.キング

最優秀コンテンポラリー・ブルース録音 (Best Contemporary Blues Recording)
- 『ファミリー・スタイル（Family Style）』 - ジミー・ヴォーン＆スティーヴィー・レイ・ヴォーン

### フォーク
最優秀トラディショナル・フォーク録音 (Best Traditional Folk Recording)
- 『On Praying Ground』 - ドク・ワトソン

最優秀コンテンポラリー・フォーク録音 (Best Contemporary Folk Recording)
- 『Steady On』 - ショーン・コルヴィン

### レゲエ
最優秀レゲエ録音 (Best Reggae Recording)
- 『Time Will Tell: A Tribute to Bob Marley』 - バニー・ウェイラー
- 『Now』 - ブラック・ウフル
- 『Mek We Dweet』 - バーニング・スピア
- 『An Hour Live』 - トゥーツ・アンド・ザ・メイタルズ
- 『Make Place for the Youth』 - アンドリュー・トッシュ（英語版）

### チルドレンズ
最優秀録音（子供向け） (Best Recording for Children)
- 『リトル・マーメイド：オリジナル・サウンドトラック（The Little Mermaid: Original Walt Disney Records Soundtrack）』 - ハワード・アッシュマン（作詞者）。アラン・メンケン（作曲者）。
- 『Doc Watson Sings Songs for Little Pickers』 - ドク・ワトソン
- 『How the Leopard Got His Spots』 - ダニー・グローヴァー＆レディスミス・ブラック・マンバーゾ
- 『リトル・マーメイド：ストーリー・ブック（The Little Mermaid: Read Along）』 - ロイ・ドートリス
- 『The Rock-A-Bye Collection, Volume 2』 - Tanya Goodman

### コメディ
最優秀コメディ録音 (Best Comedy Recording)
- 『P. D. Q. バッハ：Oedipus Tex and Other Choral Calamities』 - ピーター・シッケル

### スポークン
最優秀スポークン・ワードもしくは非ミュージカル録音 (Best Spoken Word or Non-musical Recording)
- 『Gracie - A Love Story』 - ジョージ・バーンズ

### ミュージカル・ショー
最優秀ミュージカル・キャスト・ショー・アルバム (Best Musical Cast Show Album)
- Gary Morris他『Les Misérables - The Complete Symphonic Recording』 - David Caddick（プロデューサー）

### 作曲・編曲
最優秀インストゥルメンタル作曲 (Best Instrumental Composition)
- ロイ・ヘインズ、デイヴ・ホランド、パット・メセニー "Change of Heart" - パット・メセニー（作曲者）（『クエスチョン・アンド・アンサー（Question and Answer）』所収）

最優秀楽曲（映画、テレビ、その他ヴィジュアル・メディア） (Best Song Written for a Motion Picture, Television or Other Visual Media)
- サミュエル・E・ライト "アンダー・ザ・シー (Under The Sea)" - ハワード・アッシュマン（作詞者）。アラン・メンケン（作曲者）。（『リトル・マーメイド（The Little Mermaid）』より）

最優秀インストゥルメンタル作曲（映画もしくはテレビ向け） (Best Instrumental Composition Written for a Motion Picture or for Television)
- ジェームズ・ホーナー＆ the Boys Choir of Harlem『グローリー：オリジナル・サウンドトラック（Glory: Original Motion Picture Soundtrack）』 - ジェームズ・ホーナー（作曲者）

最優秀インストゥルメンタル編曲 (Best Arrangement on an Instrumental)
- クインシー・ジョーンズ "Birdland" - ジェリー・ヘイ、クインシー・ジョーンズ、Ian Prince、ロッド・テンパートン（編曲者）（『バック・オン・ザ・ブロック（Back on the Block）』所収）

最優秀インストゥルメンタル編曲（ボーカルあり） (Best Instrumental Arrangement Accompanying Vocal(s))
- クインシー・ジョーンズ "The Places You Find Love" サイーダ・ギャレット＆チャカ・カーン（ボーカル） - Glen Ballard、ジェリー・ヘイ、クインシー・ジョーンズ、Clif Magness（編曲者）（『バック・オン・ザ・ブロック（|Back on the Block）』所収）

### ヒストリカル
最優秀ヒストリカル・アルバム (Best Historical Album)
- ロバート・ジョンソン『コンプリート・レコーディングス（The Complete Recordings）』 - Lawrence Cohn、Stephen Lavere（プロデューサー）

### 制作・エンジニアリング
最優秀エンジニアド録音（非クラシカル） (Best Engineered Recording, Non-Classical)
- クインシー・ジョーンズ『バック・オン・ザ・ブロック（Back on the Block）』 - ブルース・スウェディン（英語版）（エンジニア）

最優秀エンジニアド録音（クラシカル） (Best Engineered Recording, Classical)
- ロバート・ショウ（指揮者）『ラフマニノフ：晩祷（無伴奏合唱によるミサ）（Vespers (the Robert Shaw Festival Singers)）』 - Jack Renner（エンジニア）

プロデューサー・オブ・ザ・イヤー（非クラシカル） (Producer of the Year, Non-Classical)
- クインシー・ジョーンズ
- グレン・バラード（英語版）
- フィル・コリンズ＆ヒュー・パジャム
- ミック・ジョーンズ＆ビリー・ジョエル
- アリフ・マーディン

クラシカル・プロデューサー・オブ・ザ・イヤー (Classical Producer of the Year)
- Adam Stern

### パッケージングおよびノーツ
最優秀アルバム・パッケージ (Best Album Package)
- スザンヌ・ヴェガ『夢紡ぎ（Days of Open Hand）』 - Jeffrey Gold、Len Peltier、スザンヌ・ヴェガ（アート・ディレクター）

最優秀アルバム・ノーツ (Best Album Notes)
- クリフォード・ブラウン『Brownie - The Complete Emarcy Recordings of Clifford Brown』 - Dan Morgenstern（アルバム・ノーツ・ライター）

### ミュージック・ビデオ
最優秀ミュージック・ビデオ（短編） (Best Music Video, Short Form)
- "甘い誘惑（Opposites Attract）" - ポーラ・アブドゥル
- "アナザー・デイ・インパラダイス（Another Day in Paradise）" - フィル・コリンズ
- "オー・ファーザー（Oh Father）" - マドンナ
- "ナッシング・コンペアーズ・トゥー・ユー（Nothing Compares 2 U）" - シネイド・オコナー
- "All I Want" - ライトニング・シーズ

最優秀ミュージック・ビデオ（長編） (Best Music Video, Long Form)
- 『プリーズ・ハマー・ドント・ハーテム（Please Hammer, Don't Hurt 'Em: The Movie）』 - M.C.ハマー
- 『Bernstein in Berlin Beethoven: Symphony No. 9』 - レナード・バーンスタイン
- 『The Singles Collection』 - フィル・コリンズ
- 『We Two Are One Too』 - ユーリズミックス
- 『TOMMY, NEW LIVE '89（Live: Featuring the Rock Opera "Tommy"）』 - ザ・フー

### 特別賞
ミュージケアーズ・パーソン・オブ・ザ・イヤー (MusiCares Person of the Year)
- デヴィッド・クロスビー

グラミー・レジェンド賞 (Grammy Legend Award)
- アレサ・フランクリン
- ビリー・ジョエル
- ジョニー・キャッシュ
- クインシー・ジョーンズ